# Biblioteca de la Universidad de Málaga
La Biblioteca de la Universidad de Málaga (UMA) es un servicio de recursos para el aprendizaje, la docencia, la investigación, la formación continua y las actividades relacionadas con el funcionamiento y la gestión de la Universidad en su conjunto. Está adscrita al Vicerrectorado de Investigación y Transferencia.

## Historia
Como la mayoría de las bibliotecas universitarias, su historia corre paralela a la institución a la que pertenece. Un primer antecedente lo podemos situar en la época árabe, cuando en los tiempos de Mohamed abi Amer el Victorioso se edificó cerca de Atarazanas... un edificio en el que pudieron leer los malagueños una inscripción en la portada que decía: "Este es el estudio de Alí Ahmed; quien desee aprender que entre y conocerá sus doctrinas". La escuela venció... convirtiéndose en una verdadera Universidad;... poseía una abundantísima biblioteca que enriquecieron las donaciones testamentarias de algunos sabios hijos de Málaga.
La ciudad, a lo largo de su historia, ha reivindicado la creación de su Universidad y así, "el Ayuntamiento malagueño propone, a mediados de mayo de 1842, la creación de un Centro de Estudios Superiores".
Con el desarrollo económico que vive Málaga durante el siglo XIX, va surgiendo una burguesía autóctona, comerciantes extranjeros y profesiones liberales ávidos por conocer. Para satisfacer sus necesidades formativas se crean varios centros de estudios: la Escuela Normal Superior de Maestros de Málaga (Real Orden de 14 de mayo de 1846) , la Escuela de Comercio (Real Decreto de 12 de agosto de 1850) y, en 1927, la Escuela Industrial, precursora de La Escuela Politécnica y heredera de sus fondos bibliográficos.
De estas instituciones, es importante destacar a la Academia Malagueña de Ciencias, fundada en 1872 y que entregó a la Biblioteca en depósito, en 1973, su fondo bibliográfico.
Sin olvidar que, en 1965 se imparten las primeras clases en la Facultad de Ciencias Económicas y Empresariales dependiente de la Universidad de Granada y, en mayo de 1968, se constituyó la Asociación de Amigos de la Universidad de Málaga, todo tiene su culmen en 1972 cuando se crea la Universidad de Málaga por Decreto 2566, de 18 de agosto de 1972 (BOE, 30 de septiembre de 1972).

## Misión, visión y valores

### Misión
Es misión de la Biblioteca de la Universidad, como servicio de recursos, apoyar el aprendizaje, la docencia, la investigación y la formación continua en el contexto del Espacio Europeo de Educación Superior e Investigación, así como a las actividades relacionadas con el funcionamiento y la gestión de la Universidad en su conjunto y la prestación de servicios a la sociedad.
Debe asegurar la recopilación, la conservación, el acceso y la difusión de los recursos de información y colaborar en los procesos de creación del conocimiento, a fin de contribuir a la consecución de los objetivos de la Universidad de Málaga y orientada hacia la sociedad global y del conocimiento.

### Visión
Constituirse en un referente en su entorno como biblioteca universitaria en cuanto a sus buenas prácticas y gestión de la calidad de los servicios y productos ofrecidos.
Contribuir a que la Universidad de Málaga avance hacia la excelencia en el cumplimiento de sus funciones y el desarrollo de sus actividades, y adquiera una posición de liderazgo en el conjunto de las Instituciones de investigación y enseñanza superior.
La Biblioteca debe trabajar los aspectos relacionados con la responsabilidad social y los compromisos de la Universidad de Málaga.

### Valores
- Servicio público Garantizando el derecho básico de acceso universal a la información y al conocimiento de la Comunidad Universitaria y de la ciudadanía.
- Profesionalidad Gestión responsable, eficaz y eficiente de sus profesionales, dirigida a satisfacer las expectativas y necesidades de la Comunidad Universitaria en particular y de la sociedad en general.
- Compromiso institucional y social Comprometida con la Universidad de Málaga y la consecución de sus resultados, así como con el medio ambiente y la sociedad.
- Participación Favorecer una gestión participativa, donde se facilite la intervención del personal, así como la de la persona usuaria.
- Innovación En los procesos y en los servicios adaptándose continuamente al cambio.
- Cooperación Participando en redes y consorcios y fomentando la cooperación profesional e institucional con otras organizaciones y con otras unidades y servicios de la Universidad de Málaga.
- Mejora continua Procurando la plena satisfacción de sus usuarios/as y de la ciudadanía en la búsqueda de la excelencia.
- Igualdad Fomentando la multiculturalidad, la no discriminación, la tolerancia, los derechos humanos y la igualdad de género. Facilitar el acceso a instalaciones, recursos, servicios, etc. a personas con discapacidad.

## Funciones
Son funciones de la Biblioteca Universitaria:
- Atención al usuario.
- Seleccionar y adquirir los recursos de información propios de la UMA, procurando que el Patrimonio documental de la misma aparezca actualizado y vivo, de acuerdo con las necesidades docentes, de estudio, aprendizaje y de investigación de la Universidad.
- Gestionar herramientas de búsqueda de la información que faciliten a los usuarios el acceso a los recursos de información disponibles en la Biblioteca Universitaria.
- Procesar los recursos documentales y de información de acuerdo a los protocolos y normas tanto nacionales como internacionales.
- Conservar los recursos documentales y de información en las condiciones óptimas para ser utilizados.
- Poner a disposición de la comunidad universitaria y de la Sociedad los recursos documentales y de información, así como facilitar la máxima utilización de dichos recursos para la investigación, la docencia, el estudio, aprendizaje y la cultura.
- Gestionar los resultados de la investigación de la Universidad de Málaga para favorecer su visibilidad y su uso, mediante la creación de repositorios de artículos, tesis y otros documentos.
- Elaborar materiales de apoyo a la docencia, investigación, estudio y aprendizaje, así como colaborar en el desarrollo de los programas docentes, tal como requiere el Espacio Europeo de Educación Superior.
- Organizar y desarrollar la Biblioteca digital y los servicios bibliotecarios en línea como instrumento para la mejora de la enseñanza y la investigación y, especialmente de la enseñanza virtual.
- Organizar y gestionar la realización de actividades y la edición de publicaciones que difundan los servicios de la Biblioteca de la Universitaria de Málaga.
- Participar en programas, proyectos y convenios que tengan como finalidad la mejora de los productos y servicios ofrecidos por la Biblioteca de la Universidad de Málaga.
- Organizar servicios de acceso virtual a la información y la documentación.
- Gestionar los recursos, procesos, servicios y productos, orientándolos hacia la mejora continua y la excelencia de la Biblioteca.
- Acceso a información científica de calidad.
- Modelo integrador de información: Ventanilla Única.
- Formación en competencias informacionales.
- Localización de la información necesaria para la investigación.
- Publicación de los resultados de los investigadores.

## Estructura
La Biblioteca Universitaria, para prestar apoyo informativo a las titulaciones  que se imparten en la Universidad de Málaga, se estructura en: Coordinación de Bibliotecas, Servicios Generales y 14 Bibliotecas de Centros.

### Coordinación de la Biblioteca Universitaria
- El Coordinador de la Biblioteca Universitaria .

### Servicios y Secciones Generales
- Servicio de Automatización
- Servicios al Usuario
- Sección de Proyectos

### Bibliotecas de Centros
- Biblioteca de Arquitectura y Bellas Artes
- Biblioteca de Ciencias
- Biblioteca de Ciencias de la Comunicación y Turismo
- Biblioteca de Ciencias de la Educación
- Biblioteca de Ciencias de la Salud
- Biblioteca de Ciencias Económicas y Empresariales
- Biblioteca de Derecho Alejandro Rodríguez Carrión
- Biblioteca de Estudios Sociales y de Comercio
- Biblioteca de Humanidades José Mercado Ureña
- Biblioteca de Ingenierías Industriales
- Biblioteca de Informática y Telecomunicación
- Biblioteca de Medicina
- Biblioteca de Psicología y Logopedia
- Biblioteca General

## Fondos

### Fondo antiguo[5]
Al ser una biblioteca de reciente creación, su fondo antiguo es pequeño. En el año 2001 se contabilizaron un total de 11 620 libros de los siglo XVI al XIX, parte de ellos procedentes de donaciones o depósitos de determinadas instituciones malagueñas o particulares que tuvieron alguna vinculación con la propia Universidad: Colección Gil Muñiz, Colección Estrada, Colección de la Sociedad Malagueña de Ciencias, Colección de la Antigua Escuela de Magisterio, etc.
| BIBLIOTECA              | Siglo XVI-XVIII | Siglo XIX | TOTAL siglo XVI-XIX |
| ----------------------- | --------------- | --------- | ------------------- |
| Biblioteca General      | 1000            | 6144      | 7114                |
| Filosofía y Letras      | 613             | 1615      | 2228                |
| Derecho                 | 148             | 1029      | 1177                |
| Económicas              | 3               | 330       | 333                 |
| Medicina                | 28              | 229       | 257                 |
| Educación y Psicología  | 3               | 222       | 225                 |
| Cc. del Trabajo         | 2               | 169       | 171                 |
| Industriales            | -               | 83        | 83                  |
| Cc. de la Información   | -               | 17        | 17                  |
| Ciencias                | -               | 7         | 7                   |
| Enfermería              | -               | 5         | 5                   |
| Informática y Telec.    | -               | 3         | 3                   |
| Turismo                 | -               | 2         | 2                   |
| Arquitectura y B. Artes | -               | -         | -                   |
| TOTAL                   | 1.797           | 9.825     | 11.622              |

Como ejemplares más interesantes podemos destacar un libro de botánica depositado en la Biblioteca General del suizo Pierre Edmond Boissier. "Voyage botanique dans le midi de l'Espagne pendant l'année 1837", publicado en París por la editorial Gide en 1939-1945, con litografías de gran calidad.
Como obras más antiguas, la Biblioteca de Humanidades conserva "Marii Nizolii brixelensis observationes omnia M.T. Ciceronis verba..." de 1548 ; la "Biblia sacra" publicada por Cristóbal Plantino en 1.582 y, también, el "Vocabulario de las dos lenguas toscana y castellana", de Cristóbal de las Casas, editado en Venecia por Damián Zenaro en 1582.
Otro libro interesante que podemos mencionar está ubicado en la Biblioteca de Derecho "Vocabularium utriusque juris difficillimas quasque voces iurta receptos iuris interpretes ediscerens" , publicado también en Venecia en 1535.

### Fondo moderno
Cada Biblioteca de Centro es la encargada de gestionar sus fondos bibliográficos, especializados acorde a las titulaciones que se imparten en cada una de sus facultades o escuelas. El número total de monografías que conforman la colección supera el millón de ejemplares, de todos ellos más de 300.000 son electrónicos. La Biblioteca de Humanidades es la que más libros aporta, seguida de la Biblioteca de Ciencias de la Educación y Psicología, de la Biblioteca de Derecho y de la Biblioteca de Económicas y Empresariales. Por número de volúmenes, las bibliotecas más pequeñas son la Biblioteca de Arquitectura y Bellas Artes y la Biblioteca de Ciencias de la Salud.
En cuanto a publicaciones periódicas, cuenta con más de 90.000 títulos, de ellos casi 80.000 son electrónicos. De la colección de revistas en papel, es la Biblioteca de Económicas la que más gestiona, seguida de la Biblioteca General, la Biblioteca de Humanidades y la Biblioteca de Ciencias. Las colecciones de revistas más pequeñas pertenecen a la Biblioteca de Ingenierías Industriales y a la Biblioteca de Arquitectura y Bellas Artes.

## Instalaciones y equipamiento
Con la apertura de la Biblioteca de Psicología y Logopedia en la actualidad son 14 las bibliotecas que forman la Biblioteca Universitaria de Málaga y ocupan un total de 20.891 m². En cuanto a su superficie las bibliotecas más grandes son las de Humanidades y la de Informática y Telecomunicaciones, la más pequeña es la Biblioteca de Arquitectura y Bellas Artes.
Parte de este espacio sirve para poner a disposición de sus usuarios más de 4.000 puestos de lectura y estudio y cerca de 800 en salas colectivas y de trabajo en grupo.
Para el acceso y la conservación de su fondo bibliográfico, la Biblioteca de la Universitaria cuenta con cerca de 40.000 metros lineales de estanterías (estanterías de libre acceso y de depósito).
Año tras año se incrementa el número de ordenadores portátiles, OPAC y ETU a disposición de los usuarios.

## Servicios
La Biblioteca de la Universidad de Málaga ofrece a la comunidad universitaria y a la sociedad en general los siguientes servicios, productos y herramientas específicas, muchas de ellas, relacionadas con las nuevas tecnologías de la información y la comunicación:

### Acceso a documentos
- Consulta en sala
- Préstamo, renovaciones y reservas
- Acceso a los recursos electrónicos
- Servicio de Préstamo Interbibliotecario
- Préstamo Intercampus
- Préstamo CBUA

### Información y atención a la persona usuaria
- Guías temáticas y de recursos
- RIUMA: Repositorio Institucional de la Universidad de Málaga
- Búsqueda en catálogos y otros recursos de información
- Servicio de Información y Referencia
- Formación de usuarios
- Actividades de cooperación y participación
- Atención a usuarios con discapacidad
- La Biblioteca para la sociedad

#### Servicios de atención en línea
- Servicio de atención al público por Microsoft Teams
- Servicio de atención al público en línea (Chat)
- Servicio a través de whatsapp (670947756)
- La Biblioteca en las redes sociales

### Otros servicios de apoyo a la docencia e investigación
- Mendeley: Gestor de referencias
- Boletines de novedades
- Bibliografías recomendadas
- Préstamo de portátiles y tarjetas de red inalámbricas
- Préstamo de libros electrónicos
- Zona Wifi
- Buzón de sugerencias
- Salas de trabajo en grupo
- Oferta de duplicados
- Carrels o cabinas de investigación (Biblioteca de Humanidades)
- Préstamo de placas Arduino y Raspberry PI